# Vangelis Calotychos
Vangelis Calotychos, griechisch Βαγγέλης Καλότυχος (* im 20. Jahrhundert in London), ist ein griechisch-US-amerikanischer Komparatist und Neogräzist.

## Leben
Er wuchs in London auf. Nach dem Erwerb des B.A. in Französisch und Neugriechisch an den Universitäten von Birmingham und Nizza 1985 und dem Erwerb eines M.A. in Englischer Literatur an der Ohio State University 1987 wurde Calotychos 1993 an der Harvard University in Vergleichender Literaturwissenschaft zum Ph.D. promoviert. Von 1991 an bis 1996 war er ebendort Lecturer in Modern Greek Studies. Von 1996 bis 2004 lehrte er im Department of Comparative Literature & The A.S. Onassis Program in Hellenic Studies an der New York University. Darauf leitete er das Modern Greek Seminar an der Columbia University. Eine Gastprofessur in Vergleichender Literaturwissenschaft führte ihn an das Center for Middle East Studies der Brown University.
Calotychos arbeitet zu Fragen der Identität, Kultur und Politik in Griechenland. Zypern hat er sich vielfältig aus interdisziplinärer Perspektive gewidmet.

## Schriften (Auswahl)
- Modern Greece: A Cultural Poetics. Berg, New York 2003.
- als Hrsg.: Cyprus and Its People: Nation, Identity and Experience in an Unimaginable Community, 1955–1997. Westview, Boulder 1998.
- als Hrsg.: Themenheft von The Journal of Mediterranean Studies, Band 8, Nummer 2, 1999, unter dem Titel: Divisive Cities, Divided Cities: Nicosia.
- als Hrsg.: Manolis Anagnostakis: Poetry and Politics, Silence and Agency in Post-War Greece. Fairleigh Dickinson University Press, Madison 2012.
- The Balkan Prospect: Identity, Culture, and Politics in Greece after 1989. Palgrave MacMillan, Basingstoke 2013.
- als Übersetzer mit Patricia Felisa Barbeito: Menis Koumandareas: Their Smell Makes Me Want To Cry (University of Birmingham Modern Greek Translations Series). University of Birmingham, Birmingham 2004.